# Marcos Mata
Marcos Daniel Mata (Resistencia, 1º agosto 1986) è un cestista argentino con cittadinanza italiana.

## Carriera
Con l'Argentina ha disputato i Giochi olimpici di Londra 2012, due edizioni dei Campionati mondiali (2010, 2014) e i Campionati americani del 2013.